# Ніколи не змінюйся (Доктор Хаус)
«Ніколи не змінюйся» (англ. Don't Ever Change)  — дванадцята серія четвертого сезону американського телесеріалу «Доктор Хаус». Прем'єра епізоду проходила на каналі FOX 12 лютого 2008. Доктор Хаус і його нова команда мають врятувати жінку, яка нещодавно стала релігійною.

## Сюжет
Під час єврейського весілля наречена Роуз непритомніє. В лікарні команда визначає, що у неї зламана нога і кров у сечі. Рак і венеричні хвороби виключені. Тринадцята вважає, що у неї ендометріоз. Хаус наказує зробити цистоскопію і перевірити будинок. Форман помічає, що жінка була продюсером рокгрупи. Команда вирішує спитати про наркотики і Роуз розповідає, що вживала героїн більш ніж рік тому. Команда відкидає версію з ендометріозом і проводить аналіз волосся, який згодом виявляється негативним.
Хаус думає, що у неї порфірія, проте у жінки немає симптомів божевільної. Дізнавшись діагноз Йонатан, чоловік пацієнтки, вимагає іншого лікаря, який не буде вважати його релігію симптомом божевілля. Кадді наказує почати лікування від кріоглуболемії. Проте у Роуз починаються проблеми з диханням, що говорить про те, що у неї не кріоглуболемія і не порфірія. Тепер Хаус починає думати, що у Роуз вовчак, але поки що проблем із серцем немає. Тому він наказує викликати у жінки інфаркт. Інфаркт не виникає, але у пацієнтки починаються сильні болі в нозі. Хаус наказує зробити МРТ, щоб знайти тромб. Але тромбу немає.
Також після МРТ у Роуз починається дивна поведінка організму. Як тільки вона встає, то відразу непритомніє. Але якщо вона сидить або лежить, показники стабілізуються. Хаус наказує зробити ЕХД серця, щоб виявити анемію. Але анемії також немає. Команда проводить тест і піднімає температуру тіла жінки. Якщо вона не спітніє, значить проблема у центральній нервовій системі. Проте під час процедури у Роуз починаються судоми і вона швидко замерзає. Форман пропонує версію з хворобою Едісона. Тринадцята робить тест зі стимуляцією АКТГ. Після прийняття ліків Роуз стає краще, але невдовзі у неї починається внутрішня кровотеча. Не відомо звідки вона почалась, тому Чейз пропонує зробити діагностичну операцію.
Проте, з релігійних причин, Роуз спочатку хоче повечеряти зі своїм чоловіком після заходу сонця, а потім вона дозволить робити операцію. Команда імітує захід сонця і, після вечері, Роуз погоджується на операцію. Проте Хаус розуміє, що у неї нефроптоз (опущення нирки) і зупиняє її. На операції Чейз піднімає нирку і жінка одужує.